# Larisa Latinjina
Larisa Latinjina, rođena Diryj (ukrajinski: Лариса Семенівна Латиніна rođ. Дирій, ruski: Лариса Семёновна Латынина) (Herson, Ukrajina, 27. prosinca 1934.), ukrajinska gimnastičarka. Nastupala je za SSSR. Danas je državljanka Rusije, a živi u Sem'onovskom u Moskovskoj oblasti.
Latinjina je, do Olimpijskih igara u Londonu, 2012., i nastupa Michaela Phelpsa bila športašica s najviše osvojenih olimpijskih medalja uopće – ukupno 18, i to 9 zlatnih, 5 srebrnih i 4 brončane; na Olimpijskim igrama u Melbourneu 1956., Rimu 1960. i Tokiju 1964. Nakon Londona 2012. na tom 1. mjestu "smijenio" ju je Michael Phelps sa sveukupno 22 olimpijske medalje. Trener joj je bio Aleksandr Myšakov, koji je bio i trener još jednog slavnog sovjetskog gimnastičara, olimpijskog pobjednika, Borisa Šaklina.
Na četiri Svjetska prvenstva (1954., ‘58., ’62. i ’66.) Latinjina također bilježi impozantnu bilancu - osvaja 9 zlatnih, 4 srebrne i 1 brončanu medalju, dok s tri Europska prvenstva (1957., ’61. i ’65.) donosi 7 zlatnih, 6 srebrnih i 1 brončanu medalju!
Sve skupa: 46 (četrdeset i šest) medalja s velikih natjecanja. 

## Športski uspjesi
Rođena je kao Larisa Dirij (Latinjina postaje udajom 1955.), i prvo se počela baviti baletom, ali kad se njen koreograf odselio, prešla je na gimnastiku. S 19 godina se prvi puta predstavila svijetu, 1954. godine na Svjetskom gimnastičkom prvenstvu, kada je počeo njen veliki niz, sudjelujući u osvajanju zlata u momčadskom višeboju.
Svoj olimpijski pohod počinje na Olimpijskim igrama u Melbourneu 1956. godine kad u borbi sa sjajnom Mađaricom Ágnes Keleti postaje najuspješnija gimnastičarka Igara. Latinjina pobjeđuje Keleti u višeboju i predvodi sovjetske gimnastičarke do pobjede u momčadskom višeboju. Osvaja i zlato u vježbi na tlu (dijeli ga s Keleti), zlato u prijeskoku, srebrnu medalju u dvovisinskim ručama i momčadsku brončanu medalju (dijele je s Poljskom) u, kasnije ukinutoj disciplini, prijenosnim spravama. Keleti također osvaja šest medalja: četiri zlatne i dvije srebrne.
Veliki uspjeh Latinjina postiže na Svjetskom prvenstvu, 1958. godine, gdje osvaja 5 od 6 naslova, dakle gotovo sve, osim srebra na tlu. Ono što je ostalo u analima jest činjenica da je to postigla trudna. Ona je ponovo glavni favorit gimnastičkih natjecanja na Olimpijskim igrama u Rimu 1960. godine, gdje opet pobjeđuje u višeboju (sovjetske gimnastičarke osvajaju prva četiri mjesta), osvaja zlato u momčadskom višeboju, brani i zlato u vježbi na tlu, osvaja i dvije srebrne medalje, u vježbama na gredi i dvovisinskim ručama, te zaključuje zbirku brončanom medaljom u prijeskoku. 
Na Svjetskom prvenstvu 1962. godine osvaja tri zlatne, dvije srebrne i jednu brončanu medalju.
Na Olimpijskim igrama u Tokiju 1964. godine Latinjina je poražena u višeboju od nove zvijezde svjetske gimnastike – Čehinje Vere Časlavske koja je predstavljala Čehoslovačku, ali osvaja zlatne medalju u momčadskom višeboju, i u vježbi na tlu, obje zlatne medalje kao treće u nizu (na trima OI). Osvaja srebro u prijeskoku kao i dvije brončane medalje, na gredi i dvovisinskim ručama, čime završava svoju blistavu olimpijsku karijeru! Podsjetimo se, na tim OI imala je već 30 godina, a to su godine u kojima su današnje gimnastičarke već 12-ak godina u natjecateljskoj mirovini!
Nakon Svjetskog prvenstva 1966. godine, gdje osvaja srebrnu medalju u momčadskom višeboju, Latinjina se povlači i počinje raditi kao gimnastička trenerica.  1968., 1972. i 1976. trenirala je olimpijski sastav sovjetskih gimnastičarka. Bila je članicom ukrajinskom gimnastičkog kluba Burevjesnika iz Kijeva.
Uvrštena je u Međunarodnu žensku športsku kuću slavnih (International Women's Sports Hall of Fame) 1985., a u Međunarodnu gimnastičku kuću slavnih (International Gymnastics Hall of Fame), 1998. godine.
Latinjina je danas ruska državljanka i živi u gradu Sem'onovskomu, u Rusiji.

## Karijera
- 1954. – SP: 1 zlatna medalja (momčadski višeboj)
- 1956. – OI: 4 zlatne medalje (momčadski višeboj, višeboj, prijeskok i tlo), 1 srebrna medalja (dvovisinske ruče) i 1 brončana medalja (prijenosne sprave)
- 1957. – EP: 5 zlatnih medalja (višeboj, prijeskok, dvovisinske ruče, greda i tlo)
- 1958. – SP: 5 zlatnih medalja (momčadski višeboj, višeboj, prijeskok, dvovisinske ruče i greda) i 1 srebrna medalja (tlo)
- 1960. – OI: 3 zlatne medalje (momčadski višeboj, višeboj i tlo), 2 srebrne medalje (dvovisinske ruče i greda) i 1 brončana medalja (prijeskok)
- 1961. – EP: 2 zlatne medalje (višeboj i tlo) i 2 srebrne medalje (dvovisinske ruče i greda)
- 1962. – SP: 3 zlatne medalje (momčadski višeboj, višeboj i tlo), 2 srebrne medalje (prijeskok i greda) i 1 brončana medalja (dvovisinske ruče)
- 1964. – OI: 2 zlatne medalje (momčadski višeboj i tlo), 2 srebrne medalje (višeboj i prijeskok) i 2 brončane medalje (dvovisinske ruče i greda)
- 1965. – EP: 4 srebrne medalje (višeboj, dvovisinske ruče, greda i tlo) i 1 brončana medalja (prijeskok)
- 1966. – SP: 1 srebrna medalja (momčadski višeboj)

## Vanjske poveznice
- O Larisi Latinjinoj na stranicama Olimpijskog odbora (engl.)